# Szebedycha
Szebedycha (ukr. Шебедиха) – wieś na Ukrainie, w obwodzie żytomierskim, w rejonie olewskim. W 2001 roku liczyła 76 mieszkańców.